# ميلسون ليما
ميلسون ليما (بالإنجليزية: Mailson Lima) (مواليد 29 مايو 1994) هو لاعب كرة قدم من الرأس الأخضر ، يجيد اللعب في الجناح.

## روابط خارجية
ميلسون ليما على موقع قاعدة بيانات كرة القدم.إي يو (الإنجليزية)
- ميلسون ليما على موقع ناشيونال فوتبول تيمز (الإنجليزية)
- ميلسون ليما على موقع Soccerway.com (الإنجليزية)
- ميلسون ليما على موقع عالم كرة القدم.نت (الإنجليزية)